# Лейк-оф-те-Вудс (озеро, Орегон)
Лейк-оф-те-Вудс (англ. Lake of the Woods) — озеро, расположенное недалеко от гребня Каскадных гор в национальном лесу Фремонт-Винема на юге штата Орегон, США. Площадь водного зеркала — 4,46 км² (1146 акров). Площадь водосборного бассейна — 67,3 км² (26 кв. миль). Средняя глубина — 8,3 м (27 футов), максимальная достигает 16,8 м (55 футов). Лежит на высоте 1508 м над уровнем моря.
В озеро впадают три ручья — Рэйнбоу-Крик, Билли-Крик и Драй-Крик. 90 % водосбора озера покрыто хвойными лесами из одноцветной пихты и псевдотсуги Мензиса. В год выпадает 760—1120 мм (30 — 44 дюйма) осадков.
С 1908 года бассейн озера относится к национальному лесу Крэтер. В 1932 году озеро и прилегающие территории были переданы в ведение национального леса Рог-Ривер. В 1961 году Лесная служба передала озеро и прилегающие к нему лесные угодья в недавно сформированный национальный лес Винема. В 2002 году национальный лес Винема был объединён с национальным лесом Фримонт, образовав национальный лес Фримонт-Винема.